# Arizona Cardinals
Els Arizona Cardinals són una franquícia de futbol americà professional de la National Football League (NFL) ubicada a la ciutat de Glendale (Arizona), dins l'àrea metropolitana de Phoenix (Arizona). Són membres de la Divisió Oest de la Conferència Nacional (NFC). El seu estadi és el University of Phoenix Stadium (ara anomenat StateFarm Stadium per raons de patrocini) i els seus colors són el blanc i el vermell. Són anomenats habitualment "The Cards", "The Birds", "Big Red" o "The Buzzsaw", sobretot "els ocells".

## Història
La franquícia fou fundada oficialment el 1920 i és l'única franquícia actual que queda de les fundadores de l'NFL, lliga fundada aquest mateix any. Però els Cardinals es van fundar en realitat el 1898, molt abans que la mateixa lliga. Al principi de la història de l'NFL els Cardinals jugaven originàriament a la ciutat de Chicago amb el nom de Racine Cardinals i després Chicago Cardinals. Però el 1944 es van fusionar amb els Pittsburgh Steelers per anomenar-se els Card-Pitt per la falta de jugadors per la Segona Guerra Mundial, però al final de la guerra es va dissoldre la fusió.
Posteriorment, el 1960, es van traslladar a Saint Louis (Missouri) i es van canviar el nom per St. Louis Cardinals. El 1988 es van traslladar a Phoenix (Arizona) amb el nou nom dels Phoenix Cardinals, i finalment el 1994 es van mudar a la propera ciutat de Glendale (Arizona) amb el nom actual dels Arizona Cardinals. Van aconseguir guanyar dos Campionats de Lliga de l'NFL el 1925 i el 1947. També han guanyat un Campionat de Conferència el 2008 i cinc Campionats de Divisió els anys 1974, 1975, 2008, 2009 i 2015.
Fins a la temporada 2008 fou un dels sis equips de l'NFL que mai havien arribat a una Super Bowl (els altres cinc eren els Cleveland Browns, els Detroit Lions, els Houston Texans, els Jacksonville Jaguars i els New Orleans Saints, els campions de la Super Bowl XLIV del 2009). Però el 18 de gener de 2009 van aconseguir arribar a la seva primera Super Bowl al derrotar els Philadelphia Eagles en la final de conferència de la Conferència Nacional (NFC) de la temporada del 2008. Però en la final de la Super Bowl XLIII foren derrotats per 27-23 pels Pittsburgh Steelers.

## Història de l'equip
- Morgan Athletic Club (1898)
- Racine Normals (1899-1900)
- Racine Cardinals (1901-1906, reformat el 1913-1919)
- Chicago Cardinals (1920-1943)
- Card-Pitt (1944)
- Chicago Cardinals (1945-1959)
- St. Louis Cardinals (1960-1987)
- Phoenix Cardinals (1988-1993)
- Arizona Cardinals (1994–actualment)

## Palmarès
Campionats de Lliga (2)
- Campionats NFL (2)1925, 1947

Campionats de Conferència (1)
- NFC: 2008

Campionats de Divisió (6)
- NFL Oest 1947, 1948
- NFC Est 1974, 1975
- NFC Oest 2008, 2009

## Estadis
- Normal Park (1920-1921)
- Comiskey Park (1922-1925)
- Normal Park (1926-1928)
- Comiskey Park (1929-1958)
- Busch Stadium (1960-1965)
- Busch Memorial Stadium (1966-1987)
- Sun Devil Stadium (1988-2005)
- University of Phoenix Stadium (des de 2006)